# Pensionnat indien de Kamloops
Le pensionnat indien de Kamloops, situé à Kamloops, en Colombie-Britannique, faisait partie du réseau de pensionnats pour Autochtones au Canada. Ce pensionnat était le plus grand du Canada, comportant jusqu'à 500 élèves dans les années 1950,.
Fondé en 1890, l'établissement fonctionne jusqu'en 1969, année où les autorités catholiques le cèdent au gouvernement fédéral pour le transformer en école de jour. Il ferme ses portes en 1978.
En mai 2021, des fouilles menées au moyen d'un radar à pénétration de sol mettent au jour les restes de 215 enfants inhumés dans des tombes anonymes. Un certain nombre d'universitaires canadiens met en doute cette annonce en raison de l'absence de restes humains mis au jour.

## Histoire
Les missionnaires Oblats de Marie-Immaculée ont géré 48 pensionnats dont ceux  de Marieval et de Kamloops.
En mai 2021, les dirigeants des Premières Nations de la Colombie-Britannique, Tk'emlúps te Secwépemc, annoncent dans un communiqué la découverte d'un charnier de 215 enfants inhumés dans des tombes anonymes,,.
Tk'emlúps te Secwépemc avaient engagé Sarah Beaulieu, une jeune anthropologue de l'Université de la vallée du Fraser, pour scanner et sonder le site. Beaulieu a scanné le site entre le 21 et le 23 mai. Elle avait déclaré que les capteurs à distance ont détecté des « anomalies » et ce qu'on appelle des « réflexions » (reflections) qui indiquent que les restes d'enfants pourraient être enterrés sur le site.
Après cette annonce, le premier ministre Justin Trudeau a décrété, en partie à la demande des chefs tribaux, que tous les drapeaux des édifices fédéraux flottent en berne. Le gouvernement canadien et les autorités provinciales ont promis environ 320 millions de dollars pour financer davantage de recherches et, en décembre, ont promis 40 milliards de dollars supplémentaires concernant des règlements de réclamations de protection de l'enfance des Premières Nations qui indemnisent partiellement certains élèves des pensionnats. Le pape François a présenté des excuses officielles au nom de l'Église catholique, qui gérait de nombreux pensionnats.
Cette découverte est mise en doute par un certain nombre d'universitaires canadiens. Depuis l'annonce de ce charnier, aucune fouille ne s'est déroulée à Kamloops ni aucune date n'a été fixée pour le début de travaux. Fin mai 2022, rien n'avait été retiré du sol, selon un porte-parole de Tk'emlúps te Secwépemc. Jacques Rouillard, professeur émérite au Département d'histoire de l'Université de Montréal, a été le premier à plaider en faveur de ce qu'il qualifie d'absence totale de preuves de charniers dans un essai publié en janvier 2022. Lui et d'autres remettent en question « le récit très chargé » de l'école de Kamloops qui comprend des enfants assassinés et enterrés. Pour Tom Flanagan, professeur émérite de sciences politiques à l'Université de Calgary, « il s'agit de la plus grande fausse nouvelle de l'histoire du Canada ».
Eldon Yellowhorn est professeur et directeur fondateur du département d'études autochtones de l'Université Simon Fraser en Colombie-Britannique et fait partie de la nation Blackfoot. Il cherche et identifie les lieux de sépulture des enfants autochtones dans les pensionnats au Canada depuis 2009. Il considère « tout à fait possible », si des fouilles étaient effectuées, que de vrais restes humains puissent être trouvés. Néanmoins, selon lui, les preuves réelles d'une fosse commune sur le site de Kamloops sont « minces ».

## Photographie
La photojournaliste canadienne Amber Bracken a remporté le prestigieux prix World Press Photo of the Year en 2022 pour une photo montrant des robes pendues à des croix pour commémorer les enfants morts dans le pensionnat indien de Kamloops.